# Drosophila spaniothrix
Drosophila spaniothrix är en tvåvingeart som beskrevs av Elmo Hardy och Kaneshiro 1968. Drosophila spaniothrix ingår i släktet Drosophila och familjen daggflugor.
Artens utbredningsområde är Hawaii.